# Greg Proops
Gregory Everett "Greg" Proops (Phoenix, Arizona, 3 oktober 1959) is een Amerikaanse acteur en stand-upcomedian. Hij is vooral bekend als "Max Madigan" van Mad Style in de televisieserie True Jackson, VP op Nickelodeon. Ook was hij geregeld te zien in de Amerikaanse versie van Whose Line Is It Anyway?

## Levensloop
Proops is geboren in Phoenix, Arizona maar opgegroeid in San Caros, Californië. Hij volgde les aan het College van San Mateo, later leerde hij acteren in de San Francisco State University. Hij heeft nooit zijn school afgemaakt. Hij is sinds 1990 getrouwd en is kinderloos.

## Star Wars
Proops is betrokken geweest bij de Star Wars-franchise. Hij speelde de rol van "Fode" in Star Wars: Episode I - The Phantom Menace (1999) en Lego Star Wars: The Skywalker Saga (2022).

## Radio
- Proops heeft een tweewekelijks radioprogramma[bron?] en een praatprogramma[bron?] en speelde de titelrol in BBC Radio 4's sciencefictioncomedyserie Seymour the Fractal Cat..
- Hij was een regelmatige gast in het radioprogramma The Marc Maron Show.
- Hij presenteerde meerdere programma's op BBC Radio 1.
- Hij deed stem voor de BBC Radio 2-serie Flight of the Conchords, waarvan de eerste aflevering in september 2005 werd uitgezonden.
- Proops maakte ook deel uit van de cast van de film en soundtrack Tim Burton's The Nightmare Before Christmas.
- Proops presenteert op dit moment (2011) de podcast The Smartest Man in the World, waarin hij voor een live publiek spreekt over actuele gebeurtenissen en zijn persoonlijke leven.

### Comedyalbums
- Back in the UK (1997)
- Houston, We Have a Problem (2007)
- Joke Book (2007)
- Elsewhere (2009)
- Greg Proops Digs In! (2010)